# نبرد پل میلویو
نبرد پل میلویو در ۲۸ اکتبر ۳۱۲ میان کنستانتین بزرگ و ماکسنتیوس امپراتوران روم رخ داد. نام این نبرد از پل میلویو گرفته شده‌است که مسیری مهم روی رود تیبر است. کنستانتین برندهٔ نبرد شد و روند خاتمه دادن به دوران حکومت چهارسالاری را آغاز کرد و تنها حاکم امپراتوری روم شد. ماکسنتیوس در رود تیبر غرق شد؛ بعدتر بدنش را از رود بیرون کشیدند و سر بریدند؛ سپس سرش را در خیابان‌های رم گرداندند.

## زمینهٔ تاریخی
عوامل اساسی نبرد، رقابت‌های طبیعی در حکومت چهارنفرهٔ، دیوکلتیان (امپراتور روم از ۲۸۴ تا ۳۰۵) بود. پس از کناره‌گیری دیوکلتیان در ۱ مهٔ ۳۰۵، درگیری جانشینانش برای تسلط بر امپراتوری روم آغاز شد. کنستانتین پسر کنستانتیوس کلوروس (امپراتور روم غربی) بود، ولی سبک حکومت چهارنفره لزوماً از جانشینی ارثی حمایت نمی‌کرد. با مرگ کنستانتیوس در ۲۵ ژوئیهٔ ۳۰۶ نیروهای پدرش در بوراکوم او را آگوستوس (عنوان) (امپراتور ارشد) خواندند. در رم، ماکسنتیوس پسر ماکسیمیان (که در ۲۸ اکتبر ۳۰۶ امپراتور شد) محبوب بود. گالریوس ادعای کنستانتین را تأیید کرد و ماکسنتیوس غاصب خوانده شد. البته گالریوس عنوان سزار (را که سطح پایین‌تری نسبت به آگوستوس (عنوان) داشت) به کنستانتین داد. در اوایل ۳۰۷ گالریوس به سوروس دستور داد ماکسنتیوس را سرکوب کند. هنگامی که سوروس به ایتالیا رسید، نیروهایش به سوی ماکسنتیوس جلب شدند. سوروس دستگیر، زندانی و اعدام شد. گالریوس در پاییز به رم لشکر کشید، ولی نتوانست شهر را بگیرد. در این مدت، کنستانتین از درگیری با دو طرف خودداری کرد.
با این که کنستانتین با خواهر ماکسنتیوس با نام فائوستا ازدواج کرده بود، در سال ۳۱۲ خصومت کنستانتین و ماکسنتیوس با یکدیگر آشکار شد. در بهار ۳۱۲ کنستانتین سپاهی ۴۰ هزار نفری جمع‌آوری کرد و تصمیم گرفت شخصاً ماکسنتیوس را برکنار کند. به سادگی از شمال ایتالیا گذشت و در دو نبرد در تورین و ورونا پیروز شد.

## مکاشفهٔ کنستانتین
گفته می‌شود در بعد از ظهر ۲۷ اکتبر که سربازان آمادهٔ نبرد می‌شدند، کنستانتین مکاشفه‌ای داشت که او را به نبرد تحت حمایت خدای مسیح سوق داد.
به گفتهٔ لاکتانتیوس در شب پیش از نبرد، کنستانتین در رویایی فرمان گرفت «علامت آسمانی را روی سپر سربازانش رسم کند». او این فرمان را اجرا کرد و سپرها را با علامتی نشان‌گذاری کرد. لاکتانتیوس این علامت را به شکل صلیب مسیحی که بالای آن گرد شده، توصیف کرد. هیچ نشانهٔ قطعی دربارهٔ استفادهٔ کنستانتین از این علامت وجود ندارد.
اوسبیوس گزارش دقیقی دربارهٔ مکاشفه می‌دهد و تأکید می‌کند که داستان را از خود امپراتور شنیده است. طبق این داستان، کنستانتین حین لشکرکشی با سپاهش به خورشید نگریست و صلیبی از نور بر فراز آن دید. او نخست از معنای این خیال اطمینان نداشت؛ ولی در شب رویایی دید که مسیح به او توضیح داد باید از علامت در برابر دشمنانش استفاده کند.

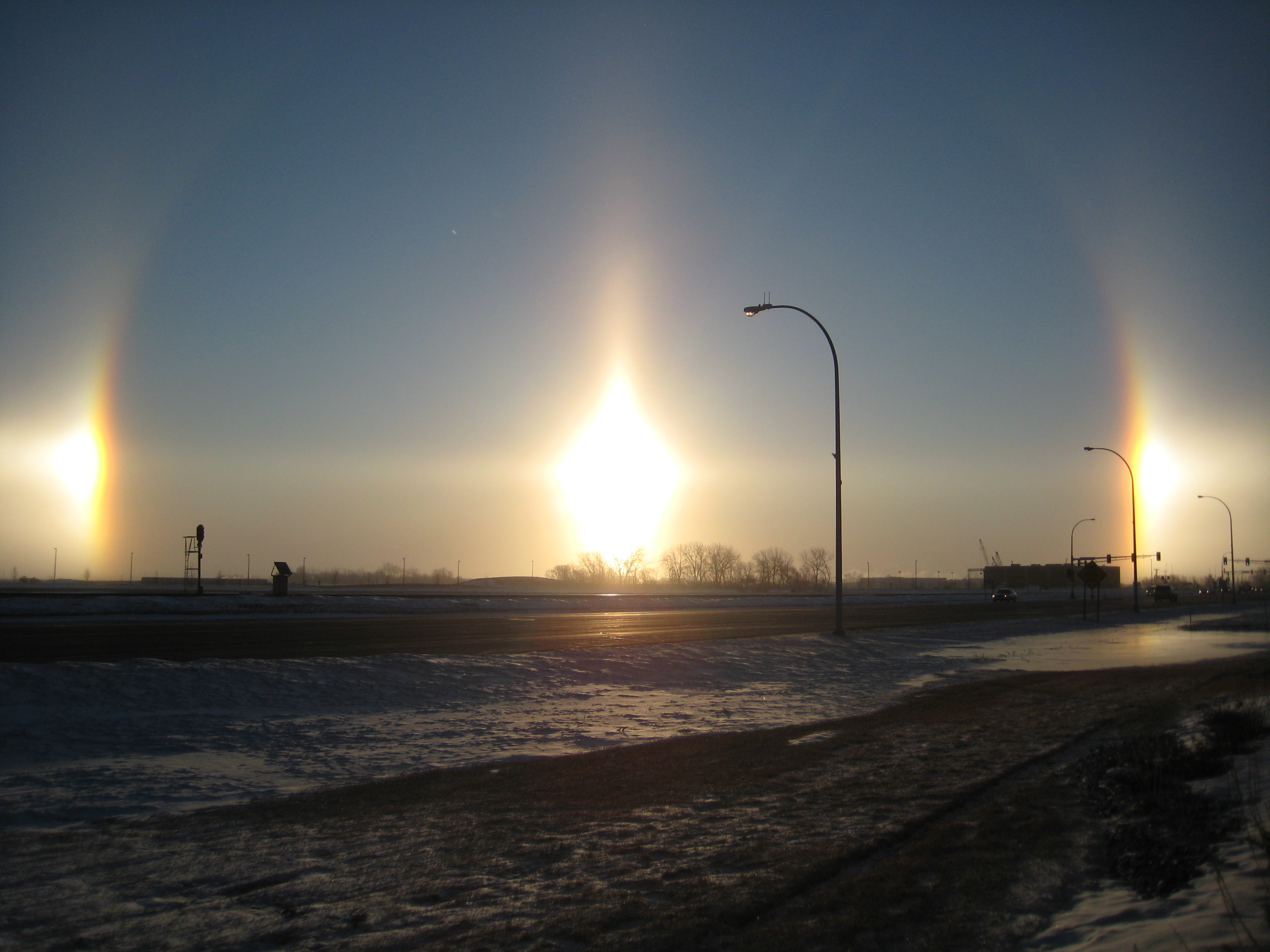
توصیفی از ۲۸ اکتبر ۳۱۲، «صلیبی درون خورشید» با عکس‌های معاصر از خورشید کاذب منطبق است.

گزارش‌های دو مؤلف معاصر، با این که دقیقاً با هم منطبق نیست، به شکل اندیشه‌ای محبوب با هم ادغام شد که طبق آن، کنستانتین علامت کای‌رو را در بعد از ظهر پیش از نبرد مشاهده کرده‌است. نخستین بار این علامت در سکهٔ نقره‌ای کنستانتین مربوط به سال ۳۱۷ مشاهده شده‌است که نشان می‌دهد کنستانتین در آن زمان، هرچند نه چندان وسیع، از علامت استفاده می‌کرده‌است. کای‌رو در نبرد با لیسینیوس کاربرد بیشتری پیدا کرد.
برخی از منظر اخترشناسانه به این مکاشفه نگریسته‌اند. (برای نمونه نوعی پدیدهٔ هاله که خورشید کاذب خوانده می‌شود.) خدای خورشید (سول اینویکتوس) اغلب درون هالهٔ نور ترسیم می‌شود. چند امپراتور آن را در سکه‌های رسمی خود به تصویر کشیدند. طبق افسانه، خورشید شکست‌ناپذیر هم‌نشین امپراتور است و این افسانه توسط کنستانتین نیز بارها مورد استفاده قرار گرفت. سول تا حدود سال ۳۲۵ در سکه‌های رسمی کنستانتین درج می‌شد.

## رویدادهای نبرد

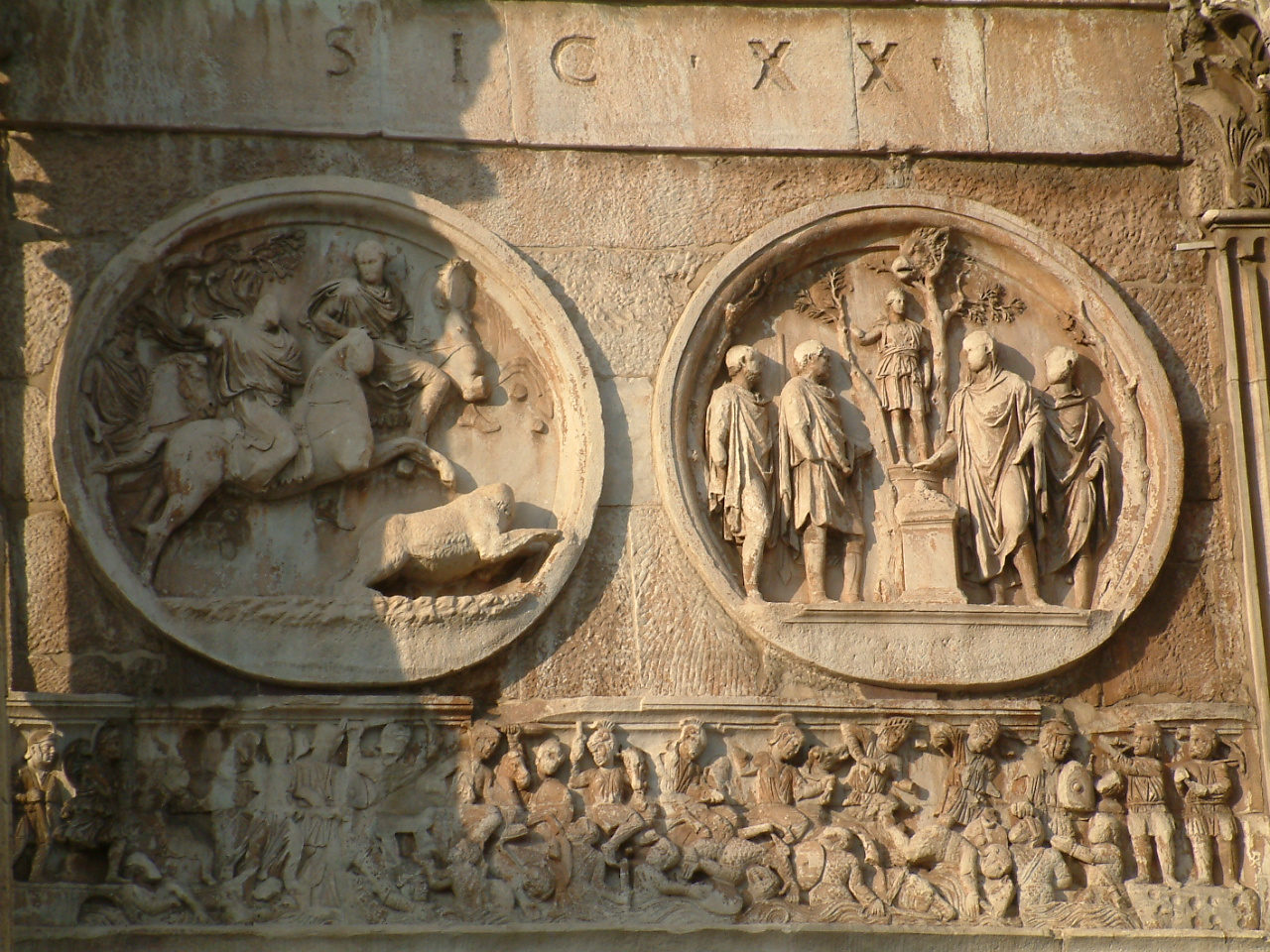
تصویری معاصر از نبرد از طاق کنستانتین در رم. در پایین تصویر، سواران کنستانتین نیروهای ماکسنتیوس را به درون تیبر می‌رانند.

کنستانتین در پایان اکتبر ۳۱۲ به رم رسید. او در مالبورگتو اردو زد. در این مکان یادبودی با نام طاق مالبورگتو به افتخار او باقی مانده‌است.
انتظار می‌رفت ماکسنتیوس در رم بماند و محاصره را تحمل کند. او دو بار در حملات سوروس و گالریوس این استراتژی را با موفقیت اجرا کرده‌بود. به همین منظور حجم زیادی غذا در شهر ذخیره کرده بود. ماکسنتیوس تصمیم شگفت‌انگیزی گرفت و برای مقابله با کنستانتین از شهر خارج شد. منابع باستانی دلیل این تصمیم را دخالت الهی یا موهوم‌پرستی می‌دانستند. همچنین می‌گفتند این روز با روز به تخت نشستن او یکی بود و آن را خوش‌یمن می‌دانست. افزون بر این، گزارش شده است که ماکسنتیوس به کتاب‌های غیبگویی وخشوری مشورت می‌داد که بیان کرده‌بود «در ۲۸ اکتبر دشمن رومیان هلاک خواهد شد». ماکسنتیوس این پیشگویی را به سود خود تفسیر کرد.
ماکسنتیوس تصمیم گرفت نیروهای خود را جلوی پل میلویو مستفر کند. حفظ پل برای دور نگه داشتن رقیب از رم حیاتی بود؛ زیرا سنا طرفدار هر کسی بود که حاکم شهر باشد. از آنجایی که احتمالاً ماکسنتیوس بخشی از پل را حین آماده‌سازی برای محاصره خراب کرده‌بود، پل شناوری برای عبور سربازانش از رودخانه ساخت.
روز بعد دو سپاه با هم درگیر شدند و کنستانتین پیروزی قاطعی به دست آورد. به نظر می‌رسد انتخاب ماکسنتیوس اشتباه بوده باشد، زیرا نیروهایش بیش از حد نزدیک تیبر بودند و فضای کمی برای جابجایی و تغییر آرایش داشتند. کنستانتین که فرماندهی بامهارت دانسته می‌شد، نخست سواره‌نظام خود را به سوی سواران ماکسنتیوس راند و آن‌ها را در هم شکست. سپس پیاده‌نظام او پیش رفتند و به تدریج، نیروهای ماکسنتیوس را به سوی رود عقب راندند. ماکسنتیوس فرمان عقب‌نشینی داد تا دوباره در رم مستقر شود. تنها راه از طریق رود بود. مردان کنستانتین تلفات سنگینی به نیروهای در حال عقب‌نشینی وارد کردند. در نهایت پل موقتی که در امتداد پل میلویو نصب شده بود، زیر بار نیروهای در حال فرار ماکسنتیوس فرو ریخت و کسانی که در کرانهٔ شمالی تیبر ایستاده بودند، اسیر یا کشته شدند. ماکسنتیوس نیز در میان کشته‌ها بود. ممکن است در هنگام شنا در رود غرق شده باشد یا اسبش او را به درون رود پرتاب کرده باشد.

## پیامد

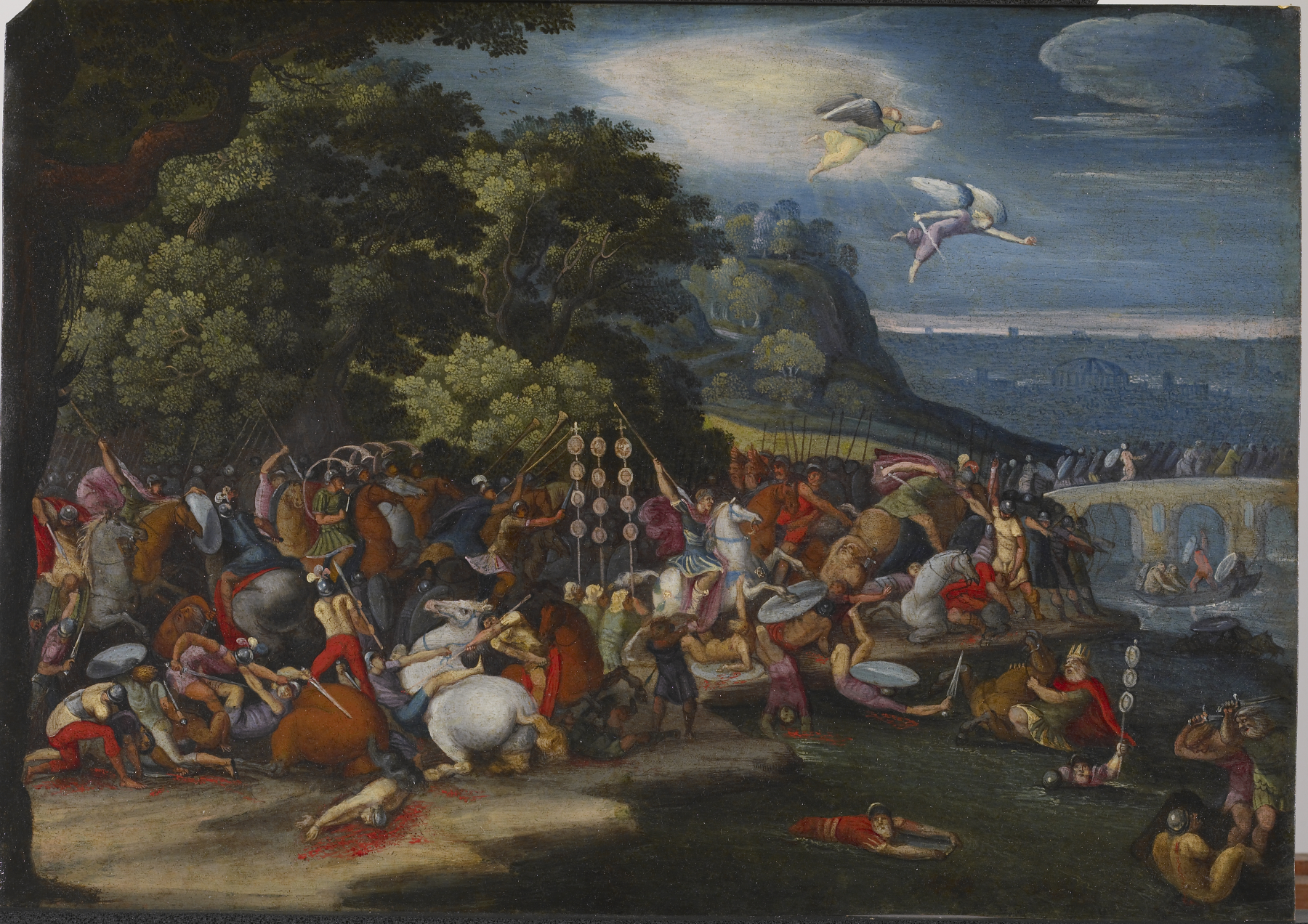
یک نقاشی دیواری معروف از نبرد پل میلویو قرن شانزدهمی توسط جولیو رومانو در واتیکان

کنستانتین در ۲۹ اکتبر وارد رم شد. بدن ماکسنتیوس از تیبر بیرون کشیده و سر بریده شد. سرش در خیابان‌ها گردانده شد تا همه ببینند. پس از جشن، سرش را برای اثبات سقوط او به کارتاژ فرستادند. آفریقا پس از آن از مقاومت دست کشید. قدرت در نیمهٔ غربی امپراتوری روم مطلقاً در اختیار کنستانتین قرار گرفت. از کوریای سنا بازدید کرد و قول داد اختیارات گذشته را به آن بازگرداند و نقشی تضمین شده در دولت اصلاح شده‌اش به سنا دهد. هیچ انتقامی از هواداران ماکسنتیوس گرفته نشد. ماکسنتیوس به نفرین محو یادبود محکوم شد، همهٔ قوانینش باطل شد و کنستانتین همهٔ ساختمان‌های قابل توجه او از جمله معبد رومولوس را غصب کرد. با انحلال گارد پرتوریان و گارد اسب امپراتوری، قوی‌ترین هواداران ماکسنتیوس خنثی شدند.

## یادداشت
1. 1 2  Cowen, p. 77
2. ↑  "Maxentius' Head and the Rituals of Civil War". p. 326. Retrieved 2017-10-28.
3. ↑  Timothy D. Barnes, Constantine and Eusebius (Cambridge, Massachusetts: Harvard University Press, 1981), 30–31.
4. ↑  Barnes, 30; Odahl, 86–87.
5. ↑  Cowen, p. 19
6. ↑  Odahl, 101–104.
7. ↑  "Battle of Milvian Bridge". www.fact-index.com. Retrieved 28 October 2017.
8. ↑  Smith, 104
9. ↑  Gerberding and Moran Cruz, 55; cf. Eusebius, Life of Constantine.
10. ↑  E.g. Peter Weiss, The vision of Constantine, Journal of Roman Archeology 16 (2003), 237–259.
11. ↑  Pohlsander, p.19
12. ↑  Nixon and Rodgers, 319.
13. ↑  Speidel, p. 47.
14. ↑  Zosimus, 2.16.2–4.
15. ↑  Lieu and Montserrat, 45.
16. ↑  Odahl, 108.
17. ↑  Odahl, 109.